# Dallas Wings 2020
La stagione 2020 delle Dallas Wings fu la 23ª nella WNBA per la franchigia.
Le Dallas Wings arrivarono seste nella Western Conference con un record di 8-14, non qualificandosi per i play-off.

## Roster
| N° | Naz.                   | Ruolo | Sportivo            | Anno | Alt. | Peso |
| -- | ---------------------- | ----- | ------------------- | ---- | ---- | ---- |
| 0  | Germania (bandiera)    | A     | Satou Sabally       | 1998 | 193  |      |
| 4  | Stati Uniti (bandiera) | G     | Moriah Jefferson    | 1994 | 168  | 56   |
| 5  | Stati Uniti (bandiera) | G     | Marina Mabrey       | 1996 | 180  | 77   |
| 6  | Stati Uniti (bandiera) | A     | Kayla Thornton      | 1992 | 185  | 86   |
| 10 | Stati Uniti (bandiera) | A     | Megan Gustafson     | 1996 | 191  | 88   |
| 15 | Stati Uniti (bandiera) | G     | Allisha Gray        | 1992 | 185  | 76   |
| 20 | Stati Uniti (bandiera) | A     | Isabelle Harrison   | 1993 | 191  | 83   |
| 24 | Stati Uniti (bandiera) | G     | Arike Ogunbowale    | 1997 | 173  | 75   |
| 32 | Stati Uniti (bandiera) | GA    | Bella Alarie        | 1998 | 193  |      |
| 33 | Stati Uniti (bandiera) | G     | Katie Lou Samuelson | 1997 | 191  | 74   |
| 45 | Spagna (bandiera)      | AC    | Astou Ndour         | 1994 | 196  | 68   |
| 52 | Stati Uniti (bandiera) | G     | Tyasha Harris       | 1998 | 178  | 67   |

## Staff tecnico
- Allenatore: Brian Agler
- Vice-allenatori: Crystal Robinson, Bryce Agler, Camille Little
- Preparatore atletico: Branay Hicks